# Clonodia
A Clonodia a Malpighiales rendjébe és a malpighicserjefélék (Malpighiaceae) családjába tartozó nemzetség.

## Rendszerezés
A nemzetségbe az alábbi 3 faj tartozik:
- Clonodia complicata (Kunth) W.R.Anderson
- Clonodia ovata Nied.
- Clonodia racemosa (A.Juss.) Nied.